# Storia delle donne (rivista)
Storia delle donne è una rivista scientifica open access peer reviewed edita dalla Firenze University Press. Il suo centro di attenzione è volto alla riflessione sulle donne e la loro storia, partendo dai problemi che le contingenze politiche e sociali contemporanee propongono.
La rivista dà particolare attenzione alle ricerche e ai contributi di giovani studiose e studiosi; in entrambe  le sezioni sono pubblicate parti di tesi di laurea o di tesi di dottorato.

## Storia
La rivista, nata nel 2005, è uscita fino al 2010 sia in versione cartacea sia digitale ad accesso aperto. Dal 2008 è disponibile solo in versione digitale con licenza CC BY.
Vede la collaborazione di studiose di varie università italiane, specializzate in periodi storici e discipline diverse, nella realizzazione di prodotti di alto contenuto scientifico.
È indicizzata nei principali aggregatori e repertori scientifici mondiali: Ape Journal, BASE, DOAJ, GenderWatch, Intute, PLEIADI, SCIRUS Elsevier, Socolar, Ulrich's Periodicals Directory. 
Nel 2015 la rivista è stata inserita nel ESCI (Emerging Sources Citation Index) di Thompson Reuter.

## Struttura
Storia delle donne ha una periodicità annuale ed ogni fascicolo ha un tema specifico. Ogni numero è suddiviso in due sezioni: la prima comprende saggi che illustrano il tema e la seconda raccoglie contributi di storia delle donne di argomento libero.

## Politica editoriale
Gli articoli sono valutati dalla redazione e, se ritenuti adatti alla pubblicazione, sono inviati ad almeno due revisori: Il processo di revisione è double-blind, nel quale sia il revisore che l'autore sono anonimi. Se l'articolo è accettato, ma necessita di modifiche, l'autore è tenuto ad effettuarle, pena la sua non accettazione. La redazione ha l'ultima voce in capitolo.
Non è richiesto alcun pagamento da parte degli autori.

## Direzione
- Isabella Gagiardi (dal 2015) (Università di Firenze)
- Dinora Corsi direttrice onoraria (dal 2025) (Università di Firenze)

## Redazione
- Marta Baiardi (Università di Basilea)
- Anna Beltrametti (Università di Pavia])
- Sara Cabibbo (Università di Roma Tre)
- Francesca Di Marco  (Università di Firenze)
- Isabella Gagliardi (Università di Firenze
- Elisa Giunchi (Università di Milano)
- Ida Gilda Mastrorosa  (Università di Firenze)
- Patrizia Pinotti (Università di Pavia)
- Aurora Savelli  (Università di Napoli L'Orientale)
- Milka Ventura (Università di Firenze)
- Chiara Vangelista (Università di Genova)
- Itala Vivan (Università di Milano)

## Comitato scientifico
- Kari E. Børresen (prof. emerito Università di Oslo) †
- Mónica Bolufer (Universidad de Valencia)
- Rita Calabrese (Università di Palermo)
- María Teresa Clavo Sebastián (Universidad de Barcelona)
- Giovanna Fiume (Università di Palermo)
- Laura Guidi (Università “Federico II”, Napoli)
- Hildegard Elisabeth Keller (Universität Zürich)
- Simona Marino (Università “Federico II”, Napoli)
- Marina Montesano (Università di Catania)
- Silvia Montiglio (Johns Hopkins University)
- Isabel Morant (Universidad de Valencia
- Laurence Moulinier (Université Lyon 2)
- Ángela Muñoz Fernández (Universidad Complutense, Madrid)
- Maura Palazzi (Università di Ferrara
- Gianna Pomata (Johns Hopkins University, Baltimore)
- Maria Grazia Profeti (Università di Firenze)
- Camilla Russel (Università di Newcastle, Australia
- Perry Willson (University of Dundee)
- Olga Ruiz Morell (Universidad de Granada)
- Elvira Valleri (Liceo Scientifico Statale “N. Rodolico”, Firenze) |